# Сок (округ, Висконсин)
Округ Сок (англ. Sauk County) располагается в штате Висконсин, США. Официально образован в 1840 году. По состоянию на 2010 год, численность населения составляла 61 976 человек.

## География
По данным Бюро переписи США, общая площадь округа равняется 2198,912 км2, из которых 2152,292 км2 суша и 46,620 км2 или 2,100 % это водоёмы.

## Население
По данным переписи населения 2000 года в округе проживает 55 225 жителей в составе 21 644 домашних хозяйств и 14 869 семей. Плотность населения составляет 25,00 человек на км2. На территории округа насчитывается 24 297 жилых строений, при плотности застройки около 11,00-ти строений на км2. Расовый состав населения: белые — 97,37 %, афроамериканцы — 0,26 %, коренные американцы (индейцы) — 0,87 %, азиаты — 0,26 %, гавайцы — 0,02 %, представители других рас — 0,59 %, представители двух или более рас — 0,64 %. Испаноязычные составляли 1,70 % населения независимо от расы.
В составе 32,60 % из общего числа домашних хозяйств проживают дети в возрасте до 18 лет, 56,80 % домашних хозяйств представляют собой супружеские пары проживающие вместе, 8,10 % домашних хозяйств представляют собой одиноких женщин без супруга, 31,30 % домашних хозяйств не имеют отношения к семьям, 25,20 % домашних хозяйств состоят из одного человека, 10,60 % домашних хозяйств состоят из престарелых (65 лет и старше), проживающих в одиночестве. Средний размер домашнего хозяйства составляет 2,51 человека, и средний размер семьи 3,03 человека.
Возрастной состав округа: 26,00 % моложе 18 лет, 7,40 % от 18 до 24, 29,30 % от 25 до 44, 22,80 % от 45 до 64 и 22,80 % от 65 и старше. Средний возраст жителя округа 37 лет. На каждые 100 женщин приходится 97,70 мужчин. На каждые 100 женщин старше 18 лет приходится 95,20 мужчин.